# Chorebus compressiiventris
Chorebus compressiiventris är en stekelart som först beskrevs av Telenga 1935.  Chorebus compressiiventris ingår i släktet Chorebus och familjen bracksteklar. Inga underarter finns listade i Catalogue of Life.